# Frontera entre l'Iran i el Turkmenistan
La frontera entre l'Iran i el Turkmenistan és la frontera de 992 kilòmetres en sentit est-oest que separa el sud del Turkmenistan (províncies d'Ahal i Balkan) del nord-est de l'Iran (províncies de Golestan, Razavi Khorasan i Khorasan Nord). El traçat comença a l'oest, al marge oriental de la mar Càspia, passa per les muntanyes Kopet Dag per les proximitats de la capital turkmena Aşgabat fins a arribar al trifini entre Iran, Turkmenistan i Afganistan. En el traçat hi ha l'Embassament de l'Amistat Iran-Turkmenistan, obert oficialment el 12 d'abril de 2005.

## Història
Com la restar del Turquestan històric, Turkmenistan és un territori hereu dels imperis iranians que fou islamitzat en el segle vii, posteriorment fou ocupat per turcs i mongols, independent al segle xvi i disputat per l'Imperi Rus i l'Imperi Britànic en el segle xix. Formà part del Turquestan Rus i després de la Primera Guerra Mundial es va configurar com a República Socialista Soviètica de Turkmenistan dins de la Unió Soviètica. Va assolir la independència el 1991.